# Lola Ridge
Lola Ridge, född Rose Emily Ridge den 12 december 1873 i Dublin, död den 19 maj 1941 i Brooklyn, var en irländsk-amerikansk poet, anarkist och inflytelserik redaktör av avantgardistiska, feministiska och marxistiska tidskrifter.
Tillsammans med andra politiska poeter från den tidiga modernistiska perioden har Ridge fått ny uppmärksamhet sedan början av 2000-talet och är berömd för sina skildringar av livet bland stadens arbetarklass.
En biografi, Anything That Burns You: A Portrait of Lola Ridge, Radical Poet, kom ut 2016.